# Michaela Schaffrath

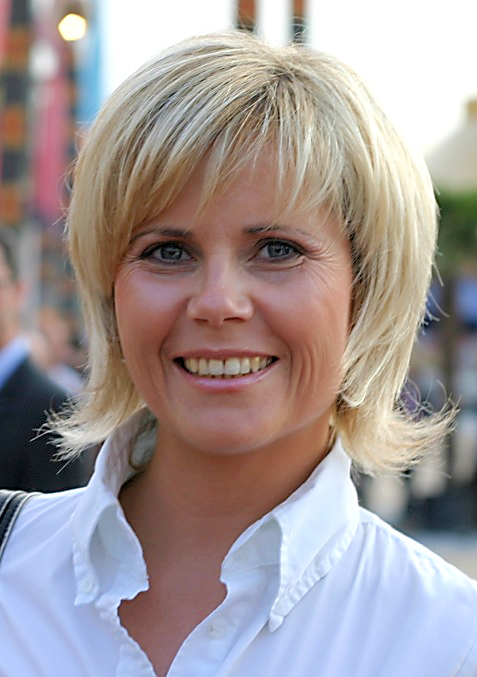
Michaela Schaffrath

Michaela Schaffrath (n. 6 decembrie 1970 în Eschweiler, Rheinland ca Michaela Jänke) este o moderatoare și actriță germană care a jucat și roluri porno sub pseudonimul Gina Wild.

## Date biografice
Michaela Schaffrath a crescut în cartierul Nothberg ce aparține de Eschweiler. După terminarea școlii secundare (așa-numita Realschule), urmează cursurile unei școli de sore medicale, lucrând ca. zece ani în această profesie. Între timp a început să lucreze ca ghidă/animatoare și la expoziții erotice. Ea însăși se considera că este durdulie și neatractivă. După o cură severă de slăbire reușește să slăbescă și cu ajutorul unor intervenții cosmetice, utilizarea de lentile de contact albastre și operație de mărire a sânilor, devine o divă care joacă cu succes sub numele de Gina Wild. În anul 1997 a început să apară la expoziția erotică Venus, fiind introdusă de Rocco Siffredi. Va primi primul ei contract de la Hans Moser în Mallorca unde se mută cu partenerul ei de viață. Va înceta să mai lucreze după o serie de conflicte personale și discrepanțe legate de contract. Ajunge într-o situație finaciară disperată. Întoarsă în Germania va începe să joace în filme porno produse de firma Videorama. Prin contactele bune care le are cu revista porno Happy Weekend, va începe să lucreze cu Harry S. Morgan, devenind o vedetă porno. În anul 1999 devine cea mai bună Newcomerin, iar în 2000 va primi premiul Venus Award pentru cea mai bună actriță.